# گورستان الله مراد
گورستان الله مراد مربوط به سده‌های متاخر دوران‌های تاریخی پس از اسلام است و در بخش مرکزی شهرستان گیلانغرب، دهستان دیره، جنوب روستای الله مراد واقع شده و این اثر در تاریخ ۲۶ اسفند ۱۳۸۷ با شمارهٔ ثبت ۲۵۶۱۹ به‌عنوان یکی از آثار ملی ایران به ثبت رسیده است.